# 懷特厄斯 (明尼蘇達州)
懷特厄斯（英語：White Earth）是位於美國明尼蘇達州貝克縣懷特厄斯鎮區的一個普查規定居民點。

## 人口
根據2020年美國人口普查的數據，懷特厄斯的面積為10.20平方千米，當中陸地面積為8.84平方千米，而水域面積為1.36平方千米。當地共有人口522人，而人口密度為每平方千米51.18人。